# 颱風薇拉 (1983年)
颱風薇拉（英語：Typhoon Vera，菲律賓大氣地球物理和天文管理局：Bebeng）為1983年太平洋颱風季的熱帶氣旋之一。

## 氣象歷史
7月12日，有一熱帶低氣壓從菲律賓以東海域的一道季風槽生成。它隨後向西移動，於同日晚上增強為熱帶風暴、翌日再增強為颱風。它於7月14日在菲律賓作首次登陸，當時風速達85英里每小時（137千米每小時），為該國造成了約900萬美元的經濟損失。曾一度減弱的它，出海後重新增強，風速高達100英里每小時（160每小時）。在香港，大老山曾錄得60節（110每小時）的陣風。它最後於7月17日在海南島再次登陸，經過北部灣後於7月18日在越南境內消散。

## 影響
薇拉在越南造成嚴重洪災，造成106人死亡

## 外部連結
- . 國立情報學研究所. （英文）